# Claviderma
Claviderma is een geslacht van schildvoetigen uit de  familie van de Prochaetodermatidae.

## Soorten
- Claviderma amplum Ivanov & Scheltema, 2008
- Claviderma australe (Scheltema, 1989)
- Claviderma brevicaudatum Scheltema & Ivanov, 2000
- Claviderma compactum Ivanov & Scheltema, 2008
- Claviderma crassum Ivanov & Scheltema, 2008
- Claviderma gagei Ivanov & Scheltema, 2001
- Claviderma gladiatum (Salvini-Plawen, 1992)
- Claviderma laticarinatum Ivanov & Scheltema, 2001
- Claviderma mexicanum Ivanov & Scheltema, 2008
- Claviderma tricosum Scheltema & Ivanov, 2000